# Shipai (köpinghuvudort i Kina, Hubei Sheng, lat 30,99, long 112,50)
Shipai är en köpinghuvudort i Kina. Den ligger i provinsen Hubei, i den centrala delen av landet, omkring 180 kilometer väster om provinshuvudstaden Wuhan. Antalet invånare är 84 301. Befolkningen består av 41 566 kvinnor och 42 735 män. Barn under 15 år utgör 12,0 %, vuxna 15-64 år 78 %, och äldre över 65 år 9,0 %.
Runt Shipai är det tätbefolkat, med 266 invånare per kvadratkilometer. Närmaste större samhälle är Chaihu, 8,5 km öster om Shipai. Trakten runt Shipai består till största delen av jordbruksmark.
Genomsnittlig årsnederbörd är 1 225 millimeter. Den regnigaste månaden är maj, med i genomsnitt 180 mm nederbörd, och den torraste är december, med 15 mm nederbörd.